# Chungju Hummel FC
Chungju Hummel FC war ein Fußballfranchise aus Chungju, Südkorea. Das Franchise spielte in der K League Challenge, der zweithöchsten Spielklasse Südkoreas.

## Geschichte
Das Franchise wurde im Jahr 1999 gegründet und ist ein Gründungsmitglied der K League Challenge. Von 2003 bis 2012 spielten sie in der Korea National League, wo sie keine großen Erfolge feiern konnten. Seit 2013 spielt Chungju Hummel FC in der neugegründeten K League Challenge.
In der ersten K League Challenge Saison erreichten sie nur den letzten Platz. In der darauffolgenden K League Challenge Saison wurden sie vorletzter. In der Saison 2015 erreichten sie wieder nur den letzten Platz. 2016 wurde es sportlich nicht besser. Weit abgeschlagen beendeten sie die Saison auf den vorletzten Platz mit nur 29 Punkten aus 40 Spielen. Da Hummel keinen Käufer für den Verein finden konnte, wurde Chungju Hummel Ende 2016 aufgelöst.

### Entwicklung des Vereinsnamens
Von 1999 bis 2003 hieß der Verein Hummel Korea FC, später von 2003 bis 2006 Uijeongbu Hummel FC. Von 2006 bis 2008 hieß der Verein Icheon Hummel FC. Anschließend hieß der Verein von 2008 bis 2010 Nowon Hummel FC. Seit 2010 heißt der Verein Chungju Hummel FC.
| Saison | Liga               | Kl. | Platz     | Tore  | Punkte |
| ------ | ------------------ | --- | --------- | ----- | ------ |
| 2013   | K League Challenge | 2   | 8. Platz  | 33:56 | 29     |
| 2014   | K League Challenge | 2   | 10. Platz | 37:57 | 34     |
| 2015   | K League Challenge | 2   | 11. Platz | 49:65 | 41     |
| 2016   | K League Challenge | 2   | 10. Platz | 42:62 | 29     |

## Stadion
Ihre Heimspiele trug die Mannschaft im Chungju-Stadion aus.